# Расмуссен, Тоуки
То́уки Насс Ра́смуссен (фар. Tóki Næss Rasmussen; род. 31 марта 1999 года в Торсхавне, Фарерские острова) — фарерский футболист, защитник клуба «Ундри».

## Карьера
Тоуки — воспитанник «ХБ» из родного Торсхавна. Свой единственный матч за вторую команду «красно-чёрных» он провёл 28 августа 2016 года, это была встреча первого дивизиона против дублирующего состава «Вуйчингура». В 2017 году защитник перешёл в «АБ» и стал выступать за резервную команду этого клуба во втором дивизионе. 5 мая 2019 года Тоуки дебютировал за «АБ» в матче чемпионата Фарерских островов против клаксвуйкского «КИ»: он вышел на поле на 78-й минуте, заменив Барталя Петерсена. Это была единственная игра Тоуки за первую команду коллектива из Аргира, в дальнейшем он выступал только за дублирующий состав этого клуба.
Летом 2020 года состоялся трансфер защитника в «Ундри». В своём дебютном сезоне за «орлов» Тоуки принял участие в 11 встречах второй лиги, отметившись в них 4 забитыми мячами.